# 陆志远
陆志远（1959年11月—），男，云南开远人，中华人民共和国政治人物。西南师范大学教育系毕业，教育学博士学历。

## 生平
1984年11月加入中国共产党。历任海南大学团委书记、党委宣传部长，中共澄迈县委书记，中共琼海市委副书记、副市长、代市长、市长、市委书记，中共三亚市委副书记、代市长、市长等职。2008年9月任海南省人民政府省长助理，并出任省旅游局局长，2009年5月机构改革后继续担任省旅游发展委员会主任。2015年5月27日，被任命为海南省人民政府秘书长。。2018年1月，任海南省人大常委会副主任。2018年10月25日，中华全国总工会第十七届执行委员会召开第一次全体会议，选举全总十七届执委会主席、副主席和主席团委员，他当选为全总主席团委员。